# پلزنت هیل، شهرستان سالین، آرکانزاس
پلزنت هیل (به انگلیسی: Pleasant Hill) یک منطقهٔ مسکونی در ایالات متحده آمریکا است که در شهرستان سالین، آرکانزاس واقع شده‌است. پلزنت هیل ۱۲۳٫۱۴ متر بالاتر از سطح دریا واقع شده‌است.